# Bonnevoie

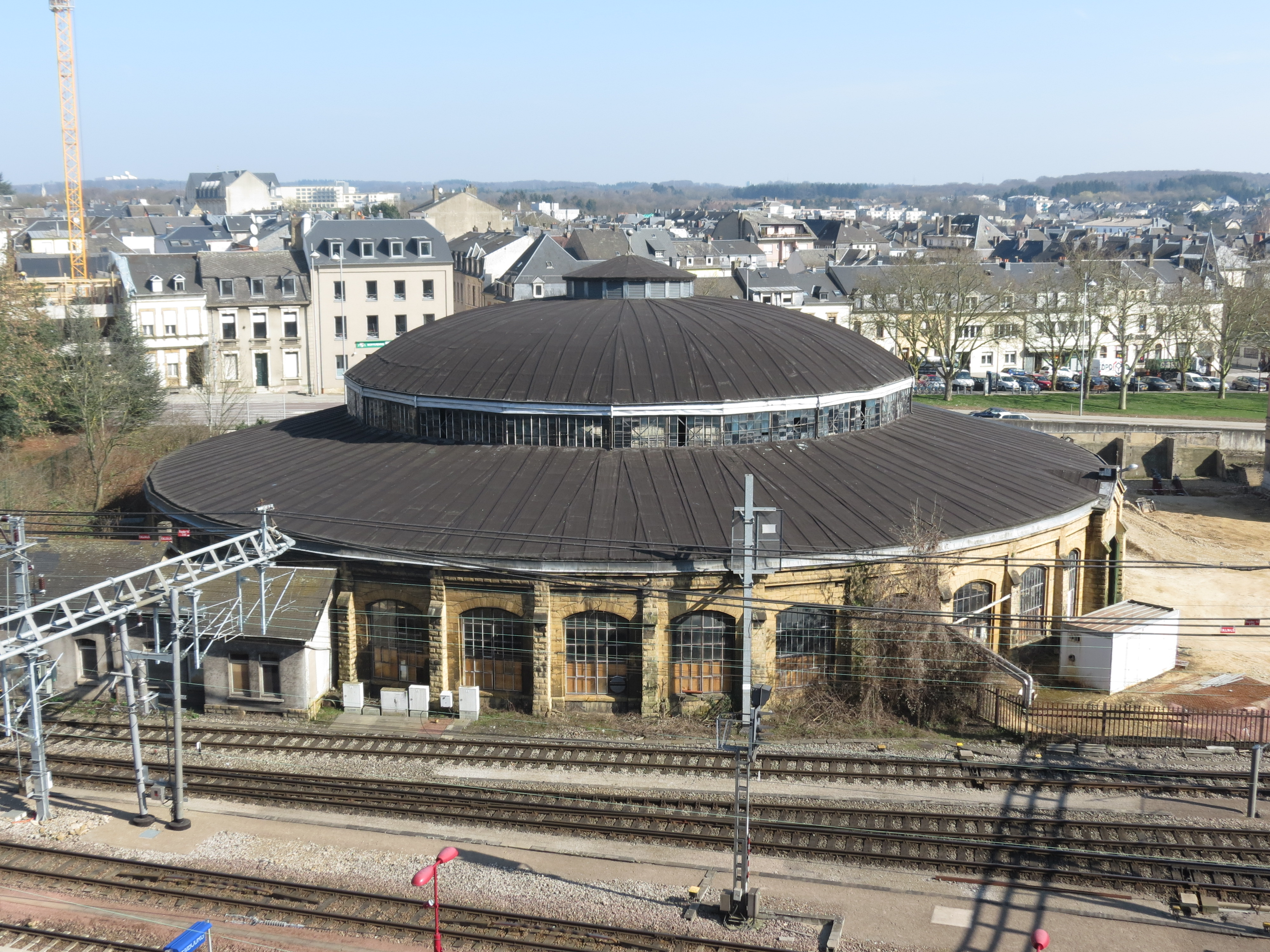

Bonnevoie (Lussemburghese: Bouneweg, tedesco: Bonneweg) è un'area a sud-est della città di Lussemburgo.
È suddivisa tra i quartieri di Bonnevoie-Verlorenkost Nord e Bonnevoie Sud. 
È il più grande quartiere della città, con più di 15 000 abitanti.

## Persone famose
- John E. Dolibois, ambasciatore degli Stati Uniti per il Lussemburgo
- Hugo Gernsback, Autore ed editore di fantascienza
- François Hentges, ginnasta
- Gabriel Lippmann, fisico francese e premio Nobel (1908)
- Corinne Cahen, Ministro della Famiglia e per l'Integrazione lussemburghese